# كمبيوتكس تايبيه
كمبيوتكس تايبيه (بالإنجليزية: COMPUTEX Taipei)‏ (بالصينية: 台北國際電腦展) هو معرض تجاري متخصص بالحواسيب يقام بشكل سنوي في تايبيه عاصمة تايوان وهو واحد من أكبر معارض الحاسوب والتقنية في العالم حيث يعتبر الأكبر بعد معرض سيبت وأيضا يعتبر الأكبر في آسيا بمشاركة من كبرى الشركات المصنعة مثل إنتل، إنفيديا، أدفانسد مايكرو دفايسز، وغيرها، وكذلك الأسماء التجارية التايوانية مثل أيسر وأسوس. جرى المعرض للمرة الأولى في سنة 1981 وبدأ باعتباره المكان الذي تقوم فيه الشركات الوليدة الصغيرة والمتوسطة الحجم في صناعة الحاسوب في تايوان بعرض منتجاتها فيه.

## وصلات خارجية
- الموقع الإلكتروني